# Аместой, Хуан Педро
Хуа́н Пе́дро Аме́стой Борте́йро (исп. Juan Pedro Amestoy Borteiro; 20 сентября 1925, Монтевидео, Уругвай — 12 февраля 2010, там же) — уругвайский политический и государственный деятель, дипломат, финансист, банкир
, педагог, профессор.

## Биография
В 1957 году окончил факультет экономики и управления Республиканского университета Уругвая по специальности «бухгалтерский учёт».
В 1959—1966 годах — на государственной службе, занимал должности советника Министерства финансов, министра промышленности и торговли (1971—1972). После прихода к власти президента Хуана Марии Бордаберри, в 1972—1973 годах возглавлял Центральный банк Уругвая.
С 1974 года — в течение 21 года на дипломатической службе, работал послом Уругвая в Перу (1974—1977), Египте (1977—1980), СССР (1982—1987) и Мексике (1990—1995).
Затем, в 1980—1982 годах работал в Министерстве иностранных дел Уругвая директором по международным экономическим вопросам и начальником отдела технических и административных вопросов (1988—1990).
В 1958—1960 годах — профессор, преподавал курс финансов и государственное управление, был членом экзаменационных советов по государственным финансам, таможенному праву и международной экономической политике (1958—1961).
В 1966—1970 годах был официальным советником Экономической комиссии для Латинской Америки (CEPAL) и советником Американского совета по торговле и производству (CICYP) (1964—1966).